# سارة كيمبل ونايت
سارة كيمبل ونايت (بالإنجليزية: Sarah Kemble Knight)‏ هي مؤلفة وكاتِبة أمريكية، ولدت في 19 أبريل 1666 في بوسطن في الولايات المتحدة، وتوفيت في 25 سبتمبر 1727 في نوروولك في الولايات المتحدة.

## وصلات خارجية
- سارة كيمبل ونايت على موقع الموسوعة البريطانية (الإنجليزية)
- سارة كيمبل ونايت على موقع إن إن دي بي (الإنجليزية)